# 手を用いた遊び
手を用いた遊び（てをもちいたあそび）では、指や手を用いた遊びの内、主に現代の日本で遊ばれていて、一般的な名前が定着していないか存在していないものについて解説する。近代以前にあって伝統的な名前がついているものは拳遊びで解説している。
英語では Hand game に相当し、主に手のみを用いるものを扱う。あやとりや折り紙など、手以外の道具を用い、「拳遊び」や「Hand game」とは呼ばれないものはここでは扱わない。

## 概説
これらの遊びは主として学生に、学校などで遊ばれる。必要とするものが体の一部だけなので、休み時間から授業中に隠れてなど様々な場所で行われる。なお、初対面の人と行う時は、自分と相手のルールの違いに注意する必要がある。(学校や地域ごとによってルールが違うため)。
手を用いた遊びには各遊びごとの決まった名称がない。そのためどの遊びを行うかを提示する際は、遊びに利用する手（もしくは指）の形を相手に見せ「これやろう」などと言って行う。
日本全国で同じような遊びが存在する。2008年1月現在で10代の認知度は高いが、30 - 40代に知らない人が出てくるため、これらの遊びの歴史は浅いと考えられる。
各遊びには様々なルール（いわゆるローカルルール）が存在すると思われる。しかし発祥が不明でありルールの統一などは行われていないために、いずれのルールが正式なものか、一般的であるかは、人によって違う。

### 伝播
例えばある学校のあるクラスで、ルールが分かりやすく（言葉で説明するのは難しくても実際に遊べば直観的に分かるものも、ルールが分かりやすいものである）手軽に行える遊びが創作され、流行ったとする。
1週間後には学校中に遊びが広まる。これはクラブ活動や部活動、委員会活動などで、同学年の別のクラスの子、または別学年の子が集まった際に披露され、伝播するためである。1か月後には近くの学校に遊びが広まる。これは草サッカーや草野球などのスポーツクラブ、さらには学習塾などで披露され、伝播するためである。ゴールデンウィークや夏休みなどの長期休業を挟むと、遠くの町に伝わる。両親の実家に帰省したり親戚の家に遊びに行った際に披露され、伝播するためである。また、部活動の遠征や大会などでも伝播する。
この時、「遊び方は何となく分かったけれど名前は聞かなかった」、「赤の他人が遊んでいたのを傍目で見ていてなんとなく遊び方を覚えた」、などのように、ルールの直観性から伝播したものについては、たとえ名前が考案されてあったとしてもルールと共に伝播することは難しい（子供たちにとって重要なことは、その遊びの持つ楽しさであるため）。また、基本的なことしか伝わらなかったために例外が伝わらなかったり、新たな例外（新ルール）が生まれることもある。
以上のようなことが何重にも重なり、また現代の情報化社会（インターネットによる伝播）なども相まって、発祥から数年で全国に伝わり、多くのルールが考案されたと考えられる。

## 数字を増やす遊び
2人または2人以上で行う。この遊びは戦争・割り箸・マッチ（棒）・プラフィン・いちいち・指殺しとも呼ばれる。掛け声や直接触れずとも支障は無いため、指の視認さえできればいくら離れていても行うことができる。
ルール
1. 先攻、後攻を決める。
2. 参加者は向き合い、両者人差し指を出して相手に見せる（これで両者とも両手は人差し指のみなので、両手は「1」である）。
3. 先攻が選択か、分身を行う(2人以上で行う場合は、先攻の時計回り又は反時計回りで順番に行う。この際の選択は自分以外であれば誰の手でもよい)。
4. 後攻が同様に行う。
5. これを繰り返し、先に相手の両手を消滅させた者が勝ちとなる。

選択
両手のどちらかで、自分か相手の手のいずれか一つに触れるなどして選ぶ。
選ばれた手は、選んだ手の指の数が足される。「3」の手が「1」の手を選んだのなら、選ばれた手は「4」となる。
分身
指の本数が「2」以上であり片手が消滅していた場合に、指の本数を好きに分けることができる。
もし、指の本数が「5」ならば、片手に「1 - 4」を分け、もう一方をその残りの数とする。
その他のルール
- 分身の回数を数回（若しくは無し）に制限する。
- 指の本数が「6」以上になった場合、1に戻る。(6の場合は1、7の場合は2)
- 指の本数が「5」丁度になったら勝ち。
- 分身は両手が出ている場合も行える。つまり指の合計本数が変わらなければ右と左で数をかえてもよい。
- 決められた本数を過ぎた場合、過ぎたぶんの本数になる。

## ごかくし（5隠し）
2人で行う。この遊びはエチケット、指富豪とも呼ばれる。他の遊びと比べ数の暗記や戦略が重要となり、頭脳戦的な面が強い。
ルール
1. 「エチケット」と言いながら手をたたき合い、じゃんけんをして、先攻・後攻を決める。
2. 参加者は向き合う。片手を前面に出し、もう一方の手で指が相手に見えないように覆い隠す。
3. この覆い隠した指に数が指定される。親指から「1」、小指が「5」となる。
4. 先攻は「1 - 5」の何らかの数を言う。言った数は無くなり、数に対応する指を掌側に折り曲げる。言いたくない場合は「パス」しても良い。
5. 後攻は先攻が言った数より大きい数字を言う。前回相手が「パス」をしていた場合は好きな数を言って良い。大きい数字が無い場合や、言いたくない場合は「パス」しても良い。
6. 同じく、先攻は後攻が言った数より大きい数を言う。しかし、既に無くなった数は言えない。「パス」しても良い。
7. これを繰り返し、先に全ての数字が無くなった者が「あがり」と宣言し勝利となる。

その他のルール
- 片手ではなく、両手で行うことがある（指に指定される数は最大で10となり、手は後ろに隠す）。これをスーパーエチケットという場合もある。
- 「パス」を言えるのは自分が言える数字が無くなった場合のみ、というルールも存在する。

## 数字を指定、予想する遊び
2人以上で行う。中国から渡って来た「数拳」という遊びに似ている。（→拳遊び）
この遊びの名称は地域や人によって違い、
せの、せのじ、いせのせ、いっせーのーで、いっせーのーせ、いせので、いっせっせ、ちゅんちゅん、ちょんちょん、ちっち、ルンルン、あおざめ、せっさん、たこたこ、バリチッチ、チーバリ、そろばん、ジンチ、うー、んー、指スマ、命令対象 などたくさんある。これらの名称は遊戯時の掛け声に由来するものが多いが、この遊びと同一または類似した遊びを用いていたテレビ番組に由来するものもある。
ルール
1. 先攻を決め、3人以上なら時計回りに行うか反時計回りに行うかを決める。
2. 参加者が向き合い（あるいは円になる）、両手をじゃんけんの「グー」を縦にした形で前面に出す（親指が上になるように出す）。
3. 自分の番が来たら、「いっせーの○（○は、0 - 全プレイヤーの親指の合計本数のうちの任意の数字）」などの掛け声を言う。それと同時に各参加者は任意で0 - 2本の親指を立てる。
4. 立った親指の合計数が、指定した数に同一ならば数字指定者は片手を下ろすことができる。下ろした手はゲームに参加しない。
5. 次のプレイヤーが3 - 4の動作を行う。終わったら、また次のプレイヤーが3 - 4の動作を行う、というふうにこの動作を繰り返していく。
6. 先に両手とも下ろせた者から上がりとなる。

しかし、地方によっては親指だけではなく、10本の指を使う場合もある。
前述のとおり、掛け声は多様である。主なものは、「いちにーの ○!」、「いっせーのーで ○!」、「いっせーのーせ ○!」、「いっせーのー ○!」、「いっせっせーのーで ○!」「チッチッチッチ チーバリチッチ ○!」、[せっさーん ○!」、「たこたこ ○!」、「ルンルン ○!」、「スパルターン ○!」、「ギンギラギンの○!」、「チーバリ ○!」、「そろばん　○!」、「ジンチー ○!」、「ちっち〜の○」、 「指スマ○!」「せのじが○!」など。
他にも掛け声の後に数字の代わりに「コンクリート」や「ガム」などと言った特殊効果をもった掛け声もある。
ゴールド
全員が両手の指をあげたら上がれる
シルバー
全員が片方の指を上げたら上がれる
ブロンズ
全員が指を上げなければ上がれる
ガム（コンクリート）
上げなかった指が硬直状態になる。
セメント
上げた指が硬直状態になる。
リフレ
セメント、ガムの効果を無くす。（じゃんけん等によって成功、失敗が分かれるルールも存在する）
ボンバー
全員が上げれる全ての指が上がったら上がれる。
そのほか、チャーハンやマツコなど様々な言葉が存在する。

## 手を2回叩いた後攻撃などのアクションをする遊び
2人以上で行う。この遊びはe.f・寿司じゃんけん・せんだめ（千溜め）・公式・タッタッチー・CCレモン・イペーノペ・パンパンジーなどと呼ばれる。コミュニティーによってルールは変わるが、以下は大まかなルールである。
ルール
- 手を2回叩いた後、両者同時に「アクション」を示す。
- このとき、CCなどの掛け声が伴う場合もある。
- アクションには、「溜め」「攻撃」「防御」などがある。
- 攻撃を防御などせずに受けると負ける。
- パワーと呼ばれるパラメーターがそれぞれのプレイヤーにある。初期値は０で、マイナスにならない。

溜め
- 両手をフックのように組むポーズをする。
- 掛け声は、センダメ・センタメ・レモン・チャージなど。
- 1回「溜め」をするとパワーが１つ溜められる。
- この状態で「攻撃」された場合は負けとなる。

攻撃
- 手を上下に合わせる銃のポーズをする。
- 掛け声は、バン・ハーなど。
- 「攻撃」をするには、パワーを１つか２つ使う。
- 相手が「溜め」の場合、勝つことができる。
- 相手が「防御」の場合はそのままゲームを続ける。
- 相手が攻撃の場合、ジャンケンをするルールもある。

防御
- 両腕を胸の前にあわせるポーズをする。
- 掛け声は、バリア・ガードなど。
- パワーは消費しないか、１つ消費する。
- 相手が「溜め」「攻撃」「防御」などの場合でもそのままゲームを続ける。

入れ替え
- 手をくるくる回すポーズをする。
- 攻撃された場合、入れ替えられる。
- 「自殺」の場合、その人の負けとなる。

自殺
- 自分に向かって銃のポーズをし、相手が「入れ替え」を行った場合は勝ちとなる。

封印
- 相手の出したアクションを使えなくする。ゲーム中、一度だけ使用可能。
- 「封印解除」と呼ばれるアクションがある場合もある。
- パワーを1つ消費する。

ミラー・鏡
- 相手の攻撃を反射する。
- パワーを１つ消費する。

かめはめ波・ブラックホール
- ほとんど何にでも勝てる攻撃。
- パワーを８～１０個ほど消費する。
- この攻撃よりも強い「ホワイトホール」があるルールもある。

その他のルール
- パワーを3つ消費して使用でき、「防御」を破ることができる「大攻撃」がある場合もある。
- 「大攻撃」を防ぐことができる「大防御」（パワーを消費する）がある場合もある。
- １ターン目だけに使用可能で相手を攻撃できる「竜巻」がある場合もある。
- 「ミラー」を破壊できる「ミラー壊し」がある場合もある。
- 相手の溜めたパワーを、１つ消せる「潰し」がある場合もある。

## 相手の指を崩す遊び
2人で行う。この遊びは指剣道・寿司じゃんけんとも呼ばれる。
「指剣道」には、
1. 剣道の経験者が指で竹刀を持ったふりをして行う。酒の席で多く見られる。
2. 指で剣道の真似を行う子供の遊び。

の2つの意味があるが、ここでは2について述べる。
指同士を強く叩き付け合うため、手加減をしないと突き指や骨折の恐れがあり、注意が必要である。
ルール
1. まずは先攻、後攻を決める。
2. 参加者は向き合う。両手を組んだ後、小指を合わせる。
3. 先攻が相手の「合わさった指」を自分の「合わさった指」で攻撃する。
4. 攻撃により、攻撃側、被攻撃側に関わらず指が外れた場合に、その次の指を合わせて出す（小指が崩れれば薬指、薬指が崩れれば中指となる）。
5. 後攻が攻撃する。
6. これを繰り返して行き、先に相手の親指を崩した側の勝ちとなる。

その他のルール
- 小指から始めるのではなく人差し指から始めて、人差し指が崩れれば中指となり、先に相手の小指の竹刀を解いたら勝ちというものがある。

## 手を重ねて行き上の手を叩く遊び
2人以上で行う。トランプなど他の様々なゲームの勝敗によって乗せる順番を変えて行われることも多い。
ルール
1. 一番に手を置く参加者を決め、床、机などの台に片手を置く。
2. 一番下の手の上に別の参加者が片手を乗せる。
3. これを繰り返し、全ての参加者の両手が交互に成るよう重ねていく。
4. 一番下に手を置いた参加者が素早く片手を引き抜き、その手で上参加者の手を叩く。引き抜く際にフェイントを掛けても良い。また、上の者は強く圧迫しても良い。
5. 上手く上の参加者の手を叩くことができたら勝ち、フェイントに引っ掛けても勝ち、叩けなかったら負けとなる。

## 相手の手を叩く遊び
2人で行う。ゲームの特性上、専ら男子に遊ばれる。
この遊びは手の甲を強く叩き合うため、手加減をしないと手の甲や手のひらが腫れ上がったり、内出血の恐れがあり、注意が必要である。また、忍耐強い2人が行った場合、ルールの特性上ゲームが終わらないことがある。
ルール
1. まずは先攻、後攻を決める。
2. 両手を胸の前で合わせ合掌の形にし、お互いに向かい合う。
3. 先攻が攻撃側、後攻が防御側になる。攻撃側は攻撃かフェイントのいずれかを1回のみ行う。防御側は回避を行うことができる。
4. 攻撃が終了したら、後攻が攻撃側、先攻が防御側になる。以後これを繰り返す。
5. 叩かれた際に痛さのあまり声を上げると負けである。投了することも可能である。

攻撃
相手の手の甲を、左右どちらかから叩く。叩くほうの手のみを動かし、振りかぶって勢いをつけて叩く。振りかぶった時にストップモーションを入れるのは反則である。攻撃は1回しか行えず、叩くことができても回避されてもそれで終了である。
フェイント
振りかぶっておきながら叩くことなく手を元の位置に持ってくる。その際に両手を90度程ずらして合わせる。フェイントをした際に相手が間違えて回避すると、無条件で左右1回ずつ、計2回叩ける（相手は回避してはいけない）。
回避
相手の攻撃を避けるために、攻撃が当たる寸前に両手を頭の上まで移動してよい。ただし相手がフェイントをしてきた際に回避するとペナルティ（上述）が与えられる。
その他のルール
- 「10回叩かれたら負け」のように回数制限を設けることがある。

地方によっては［トウガラシ］という名前で遊ばれている事もあり、両者が手を繋ぎ、「とーがーらし」の掛け声でじゃんけんをする。勝った側が思い切り相手の手の甲を叩き、「痛い」と、言ったら負け。言わなかった場合は、じゃんけんをもう一度続け、何度も繰り返すというものがある（回避はしてはいけない）。

## じゃんけんであいこだと言葉を先に言う遊び
このゲームはカレーライスやグリンピース、どんせっせ、エレベーターなどと呼ばれる。（軍艦じゃんけんから派生されてきたと考えられる）
ルール
- 「グリンピース」や「カレーライス」、「エレベーター」などと言ってじゃんけんをする。
- 「カレーライス」の場合は、グーがグーカラ、チョキがチョウカラ・チーカラ、パーがパーカラであり、以前出した手を2回言い、今出す手を言う(例:前出したのがグーの場合、「グーカラ、グーカラ、チョーカラ(今出した手)」となる)。しかしじゃんけんで勝ち又は負けでもゲームは続く。勝った方が掛け声を言う。あいこになったら相手より早く「水」と叫ぶ。早く言った方が勝ち。先攻は出した手を言うので、先攻は若干不利である。その言葉のリズムに乗らないことが重要である。
- 「グリンピース」の場合、グーはグリン、チョキがチョリン、パーはパリンとなり、あいこになると「ドン」と言う。また上がりの掛け声の変更も可能。
- エレベーターの場合、グーは0階(グーが0のことから、以下同)・チョキは2階・パーは5階となり、あいこになると「ピンポーン」（エレベーターの到着音を真似たもの）と言う。 このような多数のゲームを繰り返すことで上がりの掛け声を混乱させることも出来る。